# 볼티모어 스탤리언스
| 볼티모어 스탤리언스 |                                               |
| 디비전              | 이스트 디비전 (1994년) 사우스 디비전 (1995년) |
| 설립연도            | 1994년                                        |
| 해체연도            | 1995년                                        |
| 역사                | 볼티모어 스탤리언스 (1994년~1995년)           |
| 경기장              | 메모리얼 스타디움                             |
| 연고지              | 메릴랜드주 볼티모어                           |
| 구단주              | 짐 스페로스                                   |
| 단장                | 짐 포프                                       |
| 감독                | 돈 매튜스                                     |
| 디비전 우승         | 2회 (1994, 1995)                              |
| 그레이 컵 우승      | 1회 (1995)                                    |
| 영구 결번           | -                                             |

볼티모어 스탤리언스(Baltimore Stallions)는 미국 메릴랜드주 볼티모어를 연고지로 하여 1994년부터 1995년까지 CFL에 참가했던 팀이다.